# Consiliul de Patronaj al Operelor Sociale

Consiliul de Patronaj al Operelor Sociale a fost persoană juridică de drept public care a fost înființată prin Decretul-lege nr. 996 din 9 aprilie 1941 și a funcționat pe lângă Președinția Consiliului de Miniștri.
Obiectivul principal al Consiliului de Patronaj era ca prin legătura între serviciile publice și activitatea instituțiilor de inițiativă particulară să se ajungă la realizarea unor obiective cerute de imperativul vremurilor de atunci și anume: asistența familiilor celor căzuți în război; crearea unor noi posibilități de viață țăranilor și muncitorilor; asistența sistematică a celor lipsiți de sănătate și de putere de a-și agonisi singuri cele necesare pentru hrana zilnică.
Conform regulamentului său de funcționare, el avea misiunea de a coordona activitatea tuturor instituțiunilor publice de utilitate publică și privată, care aveau atribuțiuni și activități în domeniul asistenței și ocrotirii sociale.
Erau controlate și îndrumate toate așezămintele particulare, precum și asociațiile și societățile particulare, care se ocupau permanent sau ocazional cu operele de binefacere, asistență sau ocrotire socială și în genere a acelor instituțiuni private, care aveau o activitate de interes social.
Președintă a fost numită Maria Antonescu, soția lui Ion Antonescu, iar vicepreședintă Veturia Goga, văduva lui Octavian Goga, prietenă de familie cu Maria Antonescu.
La 29 aprilie 1942 Veturia Goga i-a trimis Mariei Antonescu o scrisoare prin care cerea retragerea sa din însărcinările în care a avut onoare a i se îngădui să lucreze, și anume: 
1. Vicepreședinția Consiliului de Patronaj

2. Comitetul de Direcție a Consiliului de Patronaj

3. Comitetul municipal București

4. Președinția secției nou înființată a organizării spitalelor și a invalizilor de război

5. Îndrumarea celor 4 județe - Bihor. Turda-Cluj. Târnava Mare și Târnava Mică

6. De la conducerea Sanatoriului Sf. Elisabeta

7. De la conducerea Eforia Vatra Luminoasă

8. De la conducerea Nășia Școalei Nr. 3 de fete

9. Organizarea spitalelor din Basarabia și Transnistria.
„Această instituție a venit deseori și în sprijinul populației evreiești, fie concret, cu ajutoare materiale și medicamente, fie prin intervenții la factorii de decizie politică inclusiv pentru a salva de la deportare persoanele amenințate. În acest sens, mai târziu, în procesul din 1946, când Veturia Goga a fost pusă sub acuzare pentru că a fost în conducerea acestei organizații, o serie de evrei au dat declarații și au depus mărturie, confirmând sprijinul de care beneficiaseră din partea ei personal”.
Conform ordinului Ministerului de Război nr. 1392 din 3 septembrie 1944, Consiliile și Comitetele de Patronaj județene, comunele și rurale se desființau urmând ca toate materialele de care dispuneau să fie inventariate până la 12 septembrie 1944, iar apoi predate cu procese-verbale Garnizoanelor militare din orașele de reședință unde erau puse sub pază. Decretul Lege 459 publicat în „Monitorul Oficial” nr. 213 din 15 septembrie 1944, stabilește că de la acea dată, Consiliul de Patronaj nu-și întrerupea activitatea, urmând să funcționeze pe lângă Ministerul Muncii, Sănătății și Ocrotirilor Sociale, iar Comitetele de Patronaj vor funcționa ca membri de drept. Cu ordinul nr. 23.082 din 18 septembrie 1944, Consiliul de Patronaj solicită să nu se mai execute ordinul 1392 al Ministerului de Război iar gestiunile nu se vor mai preda garnizoanelor, toate comitetele continuându-și activitatea în cadrul unei noi organizații, Liga Operelor Sociale.
În MONITORUL OFICIAL (Partea 1) Nr. 211 din 17 Septemvrie 1945 apărea următoarea comunicare:
Prin decizia d-lui comisar al guvernului pe lângă Liga Operelor Sociale cu Nr. 175 din 13 Septemvrie 1945, se suspendă activitatea comitetelor locale și municipale ale Ligii Operelor Sociale notate mai jos, pe ziua de 1 Octomvrie 1945. Toți funcționarii diurniști vor fi licențiați pe ziua de 1 Octomvrie 1945. Detașările funcționarilor detașați încetează pe aceeași dată. Funcționarii bugetari urmează a fi repartizați de centru, cărora li se vor face comunicări individuale.